# David J. Wineland
David Jeffrey Wineland (24 tháng 2 năm 1944) là một nhà vật lý Mỹ đang làm việc tại phòng thí nghiệm vật lý học Viện quốc gia Tiêu chuẩn và Công nghệ (NIST) và Đại học Colorado ở Boulder. Những thành tựu mà ông đạt được bao gồm những tiến bộ trong quang học, đặc biệt là làm lạnh các ion bằng laser trong các bẫy của Paul sử dụng các ion bị nhốt để tiến hành các hoạt động tính toán lượng tử. 
Wineland tốt nghiệp Trung học Encina ở Sacramento, California năm 1961, ông nhận bằng cử nhân Đại học California, Berkeley vào năm 1965 và tiến sĩ năm 1970, và làm việc tại Đại học Harvard. Sau đó, ông là một tiến sĩ tại Đại học Washington trước khi gia nhập Cục Tiêu chuẩn Quốc gia vào năm 1975, nơi ông thành lập nhóm lưu trữ ion, ngày nay là NIST ở Boulder. Wineland là một thành viên của hội Vật lý Mỹ, Hội Quang học Mỹ, và được bầu vào Viện Hàn lâm Khoa học Quốc gia vào năm 1992.
Năm 2012, ông đoạt giải Nobel Vật lý cùng với Serge Haroche vì "Serge Haroche và David Wineland giúp giới khoa học thực hiện những thí nghiệm mới trong vật lý lượng tử bằng việc tìm ra cách quan sát các hạt lượng tử đơn lẻ mà vẫn giữ được các đặc tính của chúng. Những phương pháp mang tính đột phá của họ dẫn tới sự ra đời của những đồng hồ cực kỳ chính xác và giúp giới khoa học tạo ra những thành tựu đầu tiên trong nỗ lực chế tạo máy tính siêu tốc".
Ủy ban trao giải Nobel cũng cho rằng "Những phương pháp đột phá của họ đã giúp cho lĩnh vực nghiên cứu này có thể có những bước đi đầu tiên hướng tới việc tạo nên một loại máy tính siêu nhanh mới dựa trên vật lý lượng tử" và nghiên cứu của hai nhà khoa học cũng dẫn đến việc tạo ra những chiếc đồng hồ cực kỳ chính xác, có thể là cơ sở tương lai cho một tiêu chuẩn mới về thời gian, với độ chính xác cao hơn hàng trăm lần so với các đồng hồ hiện nay.